# アドルフ・フランケンベルク

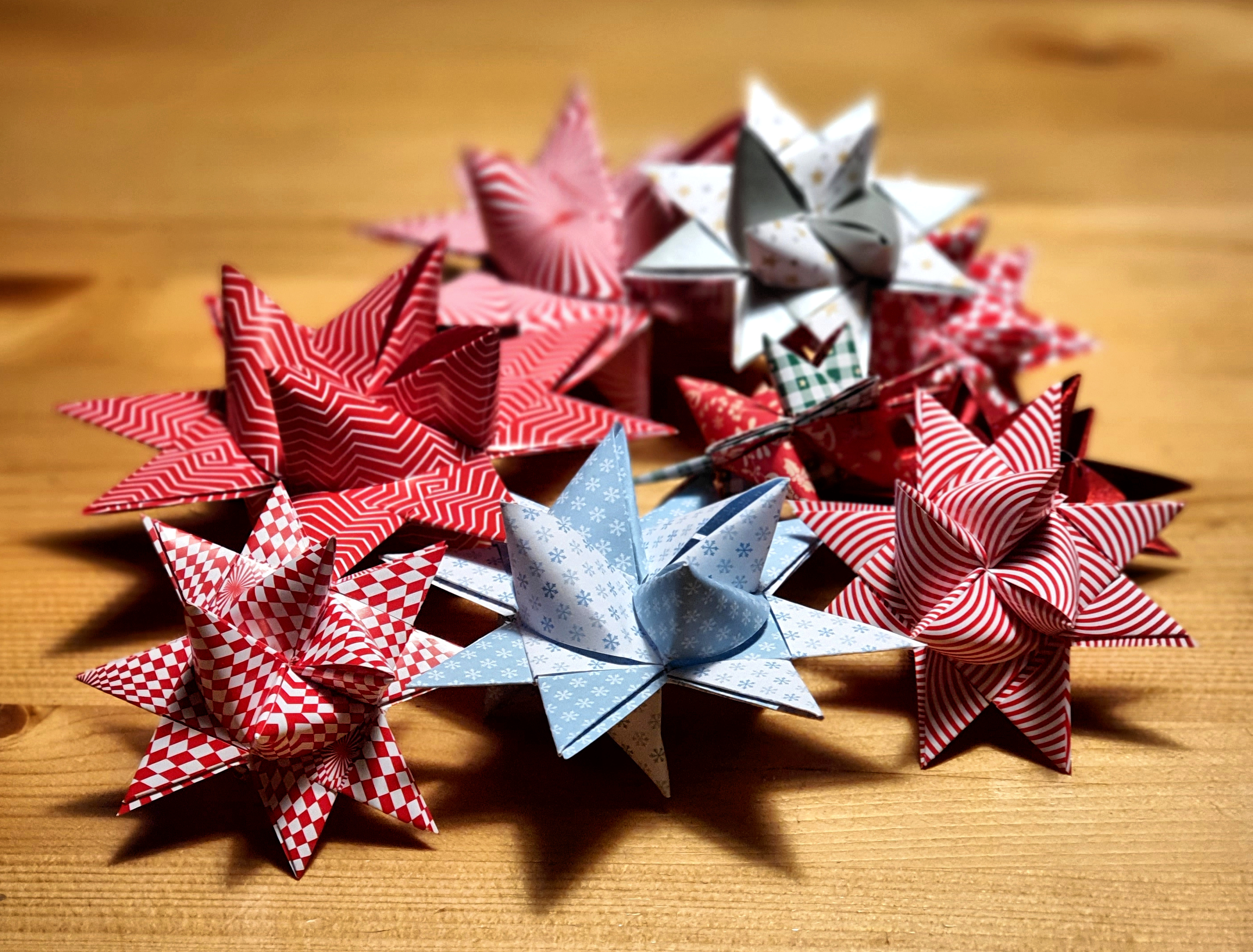
フレーベルのお星さま

アドルフ・フランケンベルク(Adolf Frankenberg、 (フルネームは、アドルフ・フリードリヒ・アウグスト・フランケンベルク(Adolf Friedrich August Frankenberg);、英語では Adolph Franckenberg;、1808年 - 1858年6月17日)は、ドイツの教育者。彼は、19世紀前半、ドイツのザクセン州に最初の幼稚園を設立した。.

## 生涯
フランケンベルクは、哲学者カール・クリスチャン・フリードリヒ・クラウゼの弟子だった。
教育者フリードリヒ・フレーベル の信奉者として彼は、1838年の冬、日記を書いている。
これは後にアメリカのハリオット・ランサム・ミリノフスキーによって翻訳されたが、未出版である。
この日記はドレスデンのザイラーガッセ2番地に彼がフレーベルと共同で最初の幼稚園を開設する前の時期のことが記されている。フランケンブルクの妻ルイーゼ・フランケンベルク(旧姓ルイーゼ・ヘルマン、1818年 - 1884年)は、フレーベルの教え子で、カイルハウとドレスデンでの訓練コース（1848年/1849年）に参加し
、当初はそこで教育者として働き、夫の死後は幼稚園を1861年まで運営した。

## アーカイブ資料
アドルフ・フランケンブルクによる、もしくは彼についてのアーカイブ資料や手稿としては以下のようなものがある。
- アドルフ・フランケンブルクとフリードリヒ・フレーベルの往復書簡としては、1833年から1852年までの64通の書簡がベルリンの教育史研究図書館に所蔵されており、「フレーベル428」の分類記号が付されている。[5]

- HStA Sachsen 10747   Kreishauptmannschaft Dresden 1851 - 1874 Beaufsichtigung der Kindergärten, Warteschulen, Kinderbewahranstalten und Vorschulen

## 著作
- Kurzgefaßte Darstellung einer naturgemäßen Erziehungsweise kleiner, noch nicht schulfähiger Kinder. Nebst Plan ausgeführt in einer dazu neubegruendeten Anstalt in Dresden; Allen Aeltern und Kinderfreunden gewidmet. Ein Beitrag zu der so folgenreichen, echten Pflege der zarten Kindheit. Arnoldische Buchhandlung, Dresden/Leipzig 1840.
- Plan zu einer häuslichen Lehr- und Erziehungsanstalt. Nebst Gedanken, Erfahrungen und Vorschlägen über eine frühzeitige und naturgemäße Erziehung. Arnold, Dresden 1845
- Der Kindergarten als Berufsschule für Jungfrauen. Ein Plan zur Bildung junger Mädchen nach dem vierzehnten Jahre. Arnold, Dresden 1848. (Digitalisat über die Sächsische Landesbibliothek – Staats- und Universitätsbibliothek Dresden (SLUB))